# 11461 Wladimirneumann
A 11461 Wladimirneumann (ideiglenes jelöléssel (11461) 1981 EM18) a Naprendszer kisbolygóövében található aszteroida. Schelte J. Bus fedezte fel 1981. március 2-án.

## Kapcsolódó szócikk
- Kisbolygók listája (11001–11500)